# Мануйлов Артем Сергійович
Арте́м Сергі́йович Мануйлов (нар. 10 липня 1983, Старобільськ, Луганська область, Українська РСР) — український і польський актор театру та кіно.

## Походження та навчання
Артем Мануйлов народився 1983 року в місті Старобільськ Луганської області.
Навчався у Львівському національному університеті ім. Івана Франка на акторському відділенні (курс заслуженого діяча мистецтв України, художнього керівника Львівського академічного театру імені Леся Курбаса Володимира Кучинського), який закінчив у 2009 році. Наступного року актор переїхав до Польщі, де у 2012 році закінчив Академію Центру театральних практик Гардженіце (курс Влодзімежа Станєвскі).

## Творчість
У 2005 році, ще навчаючись в університеті, Артем Мануйлов почав працювати актором трупи Львівського академічного театру імені Леся Курбаса. Потім, з 2010 по 2015 рік, він був актором трупи театру Гардженіце.

### Ролі в театрі
Львівський Академічний Театр ім. Леся Курбаса
- Начальник станції — «Вишневий сад», Антон Чехов (2005, режисер Володимир Кучинський);
- Біллі — «Mana-Hatta», Інгеборг Бахман (2006, реж. Володимир Кучинський);
- Автор — «Мудрість на щодень», Езоп (2006, реж. Тарас Кищун);
- Третій читець — «Публічні лайки», Петер Гандке (2007, Олег Стефан);
- Гетьман Павлюк — «Брати неазовські», Ліна Костенко (2008, реж. Євген Худзик);
- Оксентій, Іван Варварчук, Гольштейн, Ананій Чев'юк — «Четверо, як рідні брати», Марія Матіос (2009, реж. Євген Худзик);
- Богдан — «На площі театральній», Луїджі Піранделло та Богдан-Ігор Антонич (2009, реж. Олег Цьона);
- Логік — «Де поділася душа?», Луїджі Піранделло та Богдан-Ігор Антонич (2009, Олег Цьона);
- Граф Д'Альбафьйорітта — «Трактирщица», Карло Гольдоні (2009, реж. Євген Худзик);

Центр театральних практик Гардженіце
- Орест — «Електра», Евріпід (2010, реж. Влодзімеж Станєвскі);
- Ахіллес — «Іфігенія в Авліді», Евріпід (2010, реж. Влодзімеж Станєвскі);
- Пастух — «Іфігенія в Тавриді», Евріпід (2011, реж. Влодзімеж Станєвскі).

Вистава Вірляни Ткач, Театр Ля-Мама (Нью-Йорк)
- Солдат АТО — «Глибинні мрії», Сергій Жадан (2014, реж. Вірляна Ткач).

Проект Сцени Молодих у Варшавській опері Камеральній (Варшава, Польща)
- Старший брат — «Сім смертних гріхів», (2015, реж. Міка Росенфельд).

Театр SinArt Company
- Олівер — «Загублений готель», Артем Мануйлов & Евеліна Гжехнік (2017, реж. Артем Мануйлов & Евеліна Гжехнік).

Театр Повшехни у Варшаві
- Артем — «Як врятувати світ на малій сцені», (2018, реж. Павел Лисак).

### Ролі в кіно
- 2019 — Принцип насолоди — «Скорпіон»
- 2019 — Холодна гра (у виробництві) — перекладач Гаврилова
- 2019 — Мене звати Сара (у виробництві) — Сержант УПА
- 2019 — Вікно з видом на стіну (короткометражний) — Борис
- 2019 — Таємниці — Ігор
- 2018 — Нелегали | Nielegalni (Польща, Україна, Туреччина) — Бухгалтер
- 2018 — Ефір — Касир
- 2018 — Комісар Алекс — Саймон Павлович Трепко
- 2018 — Камердинер — Попов
- 2017 — Другий шанс — Міхал
- 2017 — 60 кілограмів нічого (короткометражний) — Поранений українець
- 2016 — Селфіпаті — Бармен
- 2016 — Комісар Алекс — Дмитро
- 2016 — На ножі — Співробітник салону друку
- 2016 — Бодо — Полковник НКВС
- 2014 — Вибір (короткометражний) — Маніяк
- 2014 — Дерево (короткометражний) — Він
- 2012 — Повернення (короткометражний) — Павло
- 2011 — Ману і капуста (короткометражний) — Ману, житель Тарханкуту
- 2011 — Ластівчине гніздо — Глухий
- 2009 — Повернення мушкетерів, або Скарби кардинала Мазаріні — Дворянин
- 2008 — Гітлер капут! — Німецький офіцер